# 知多奥田駅
知多奥田駅（ちたおくだえき）は、愛知県知多郡美浜町にある名古屋鉄道知多新線の駅。駅番号はKC22。
日本福祉大学（美浜キャンパス）や南知多ビーチランドの最寄り駅であり、特急を含む全ての列車が停車する。

## 歴史
- 1975年（昭和50年）7月6日 - 開業。当初は無人駅。
- 1976年（昭和51年）4月4日 - 知多新線が野間駅まで延伸。途中駅となる。
- 1983年（昭和58年）4月 - 当駅付近に日本福祉大学が開校したことに伴い特急停車駅に昇格[2]。一部の時間帯に駅員が配置される[3]。
- 1987年（昭和62年）5月 - 自動改札機設置[4]。
- 1999年（平成11年）5月10日 - 当駅の特急通過を中止。全列車が停車するようになる。
- 2007年（平成19年）7月14日 - トランパス導入。それと同時に、終日有人駅となる。
- 2011年（平成23年）2月11日 - ICカード乗車券「manaca」供用開始。
- 2012年（平成24年）2月29日 - トランパス供用終了。
- 2024年（令和6年）9月28日 - 特殊勤務駅となり、土休日のみ終日無人化[5]。

## 駅構造
相対式ホーム2面2線を有する行き違い可能な高架駅。ホーム有効長が6両分しかないため、8両編成の場合は後ろ2両が締切となる。
一線スルーではなく、基本的には左側通行である。ただし、場内信号機は両方向とも2つあるため、両方のホームへの入線に対応している他、出発信号機は両方向に備えており、この駅で折り返しをすることができる。これを活用して、日本福祉大学の学位記授与式などで多くの旅客の利用が見込まれる日にこの駅を発着する臨時列車が運行されたことがある。
特殊勤務駅（管理駅は知多半田駅）で、窓口の営業時間は平日の7:00 - 12:00と13:00 - 19:30となっている（土休日は休業）。改札口は2階にあり、付近には自動券売機（継続manaca定期乗車券及び新規manaca通勤定期乗車券の購入にも対応しているが、7:00～22:00以外の時間帯はクレジットカードでの決済は不可能である）と自動精算機（ICカードの積み増し等も可能）を1台ずつ備えている。
高架下の1階部分には、「ヤングプラザ」と称する地元運営のテナントが入居し、トイレ・飲食店2軒・臨時の不動産屋がある。駅構内にはバリアフリー設備としてエレベーターが設置されている。
2023年9月30日に富貴駅が無人化されて以降、知多新線では唯一の有人駅である。

### のりば
| 番線 | 路線        | 方向 | 行先                         |
| ---- | ----------- | ---- | ---------------------------- |
| 1    | KC 知多新線 | 下り | 内海ゆき                     |
| 2    | KC 知多新線 | 上り | 富貴・太田川・名鉄名古屋方面 |

### ギャラリー

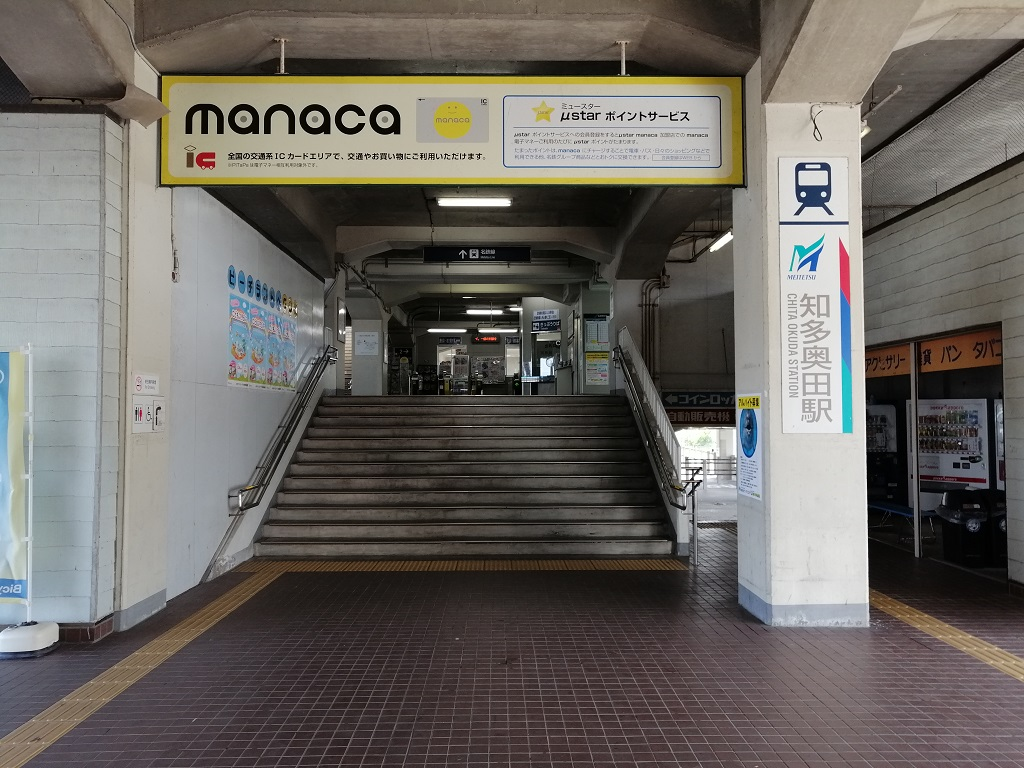
入口
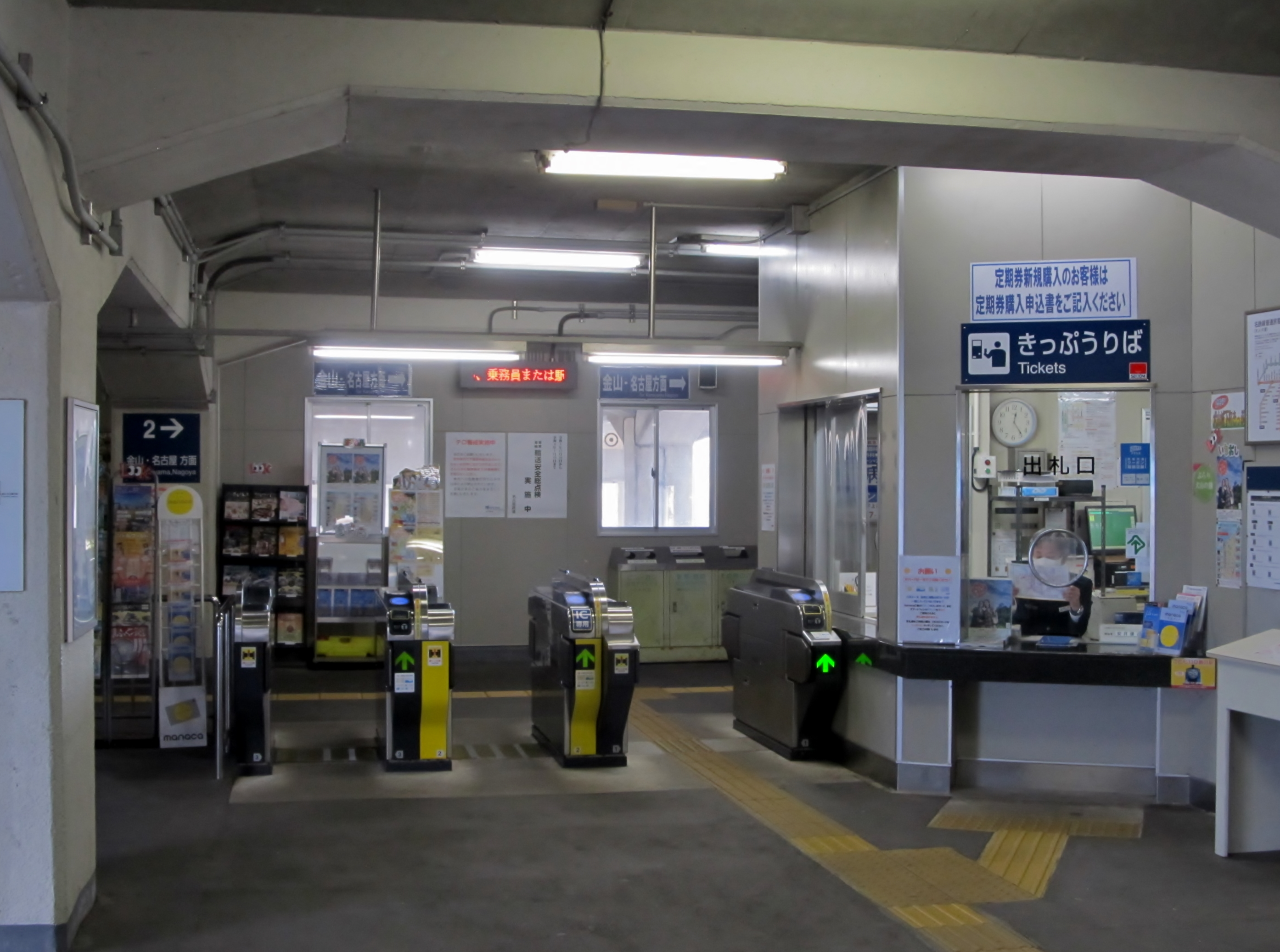
改札口
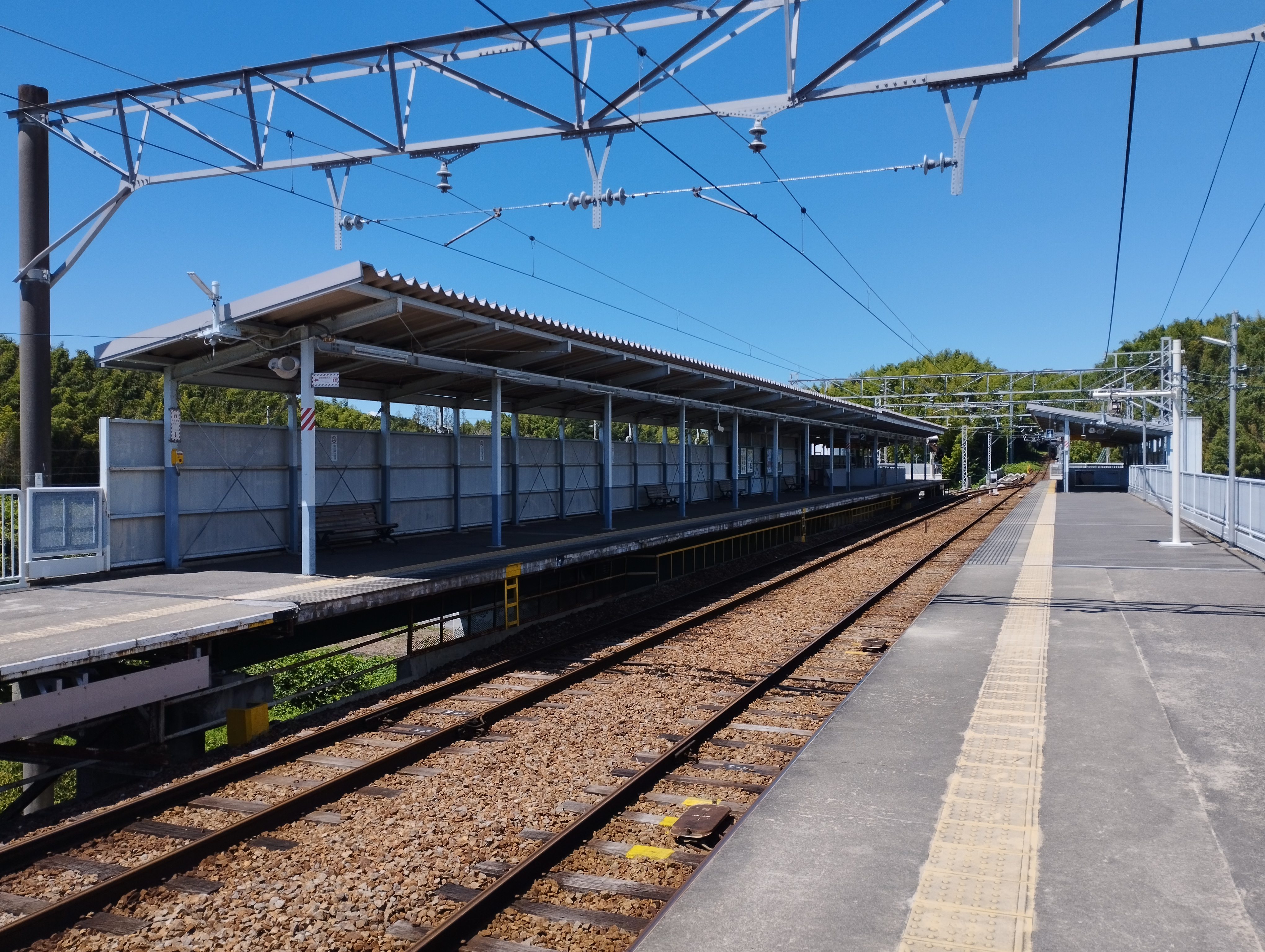
ホーム
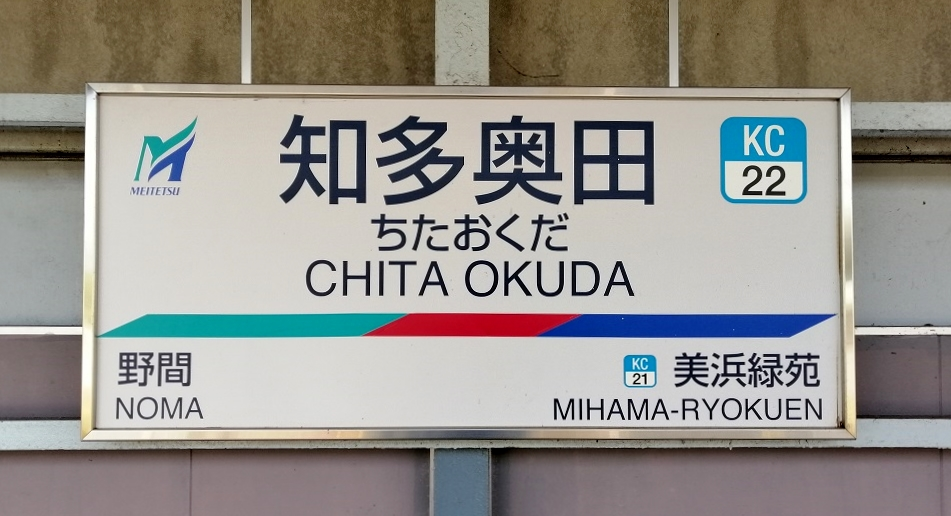
駅名標

### 配線図
| ← 富貴方面 | 知多奥田駅 構内配線略図 | → 内海方面 |
| 凡例 出典: |                         |            |

## 利用状況
- 「移動等円滑化取組報告書」によれば、2020年度の1日平均乗降人員は3,626人である[11]。
- 『名鉄120年：近20年のあゆみ』によると2013年度当時の1日平均乗降人員は6,253人であり、この値は名鉄全駅（275駅）中63位、河和線・知多新線（24駅）中7位であった[12]。
- 『名古屋鉄道百年史』によると1992年度当時の1日平均乗降人員は7,542人であり、この値は岐阜市内線均一運賃区間内各駅（岐阜市内線・田神線・美濃町線徹明町駅 - 琴塚駅間）を除く名鉄全駅（342駅）中60位、河和線・知多新線（26駅）中6位であった[13]。

『愛知県統計年鑑』、『知多半島の統計』各号によると、一日平均乗車人員の推移は以下の通りである。
| 年                 | 総数 | 定期 | 備考             |
| ------------------ | ---- | ---- | ---------------- |
| 1978（昭和53）年度 | 305  | 253  | [ 14 ]           |
| 1979（昭和54）年度 | 337  | 259  | [ 15 ]           |
| 1980（昭和55）年度 | 433  | 260  | [ 16 ]           |
| 1981（昭和56）年度 | 380  | 274  | [ 17 ]           |
| 1982（昭和57）年度 | 917  | 819  | [ 18 ]           |
| 1983（昭和58）年度 | 3957 | 3541 | 日本福祉大学開校 |
| 1984（昭和59）年度 | 3977 | 3559 | [ 20 ]           |
| 1985（昭和60）年度 | 4192 | 3737 | [ 21 ]           |
| 1986（昭和61）年度 | 4319 | 3832 | [ 22 ]           |
| 1987（昭和62）年度 | 4212 | 3744 | [ 23 ]           |
| 1988（昭和63）年度 | 4068 | 3593 | [ 24 ]           |
| 1989（平成元）年度 | 4225 | 3744 | [ 25 ]           |
| 1990（平成02）年度 | 3934 | 3425 | [ 26 ]           |
| 1991（平成03）年度 | 3854 | 3319 | [ 27 ]           |
| 1992（平成04）年度 | 3725 | 3199 | [ 28 ]           |
| 1993（平成05）年度 | 3905 | 3370 | [ 29 ]           |
| 1994（平成06）年度 | 3907 | 3376 | [ 30 ]           |
| 1995（平成07）年度 | 3567 | 3041 | [ 31 ]           |
| 1996（平成08）年度 | 3381 | 2840 | [ 32 ]           |
| 1997（平成09）年度 | 3200 | 2690 | [ 33 ]           |
| 1998（平成10）年度 | 3141 | 2699 | [ 34 ]           |
| 1999（平成11）年度 | 3147 | 2720 | [ 34 ]           |
| 2000（平成12）年度 | 3187 | 2778 | [ 34 ]           |
| 2001（平成13）年度 | 3299 | 2876 | [ 35 ]           |
| 2002（平成14）年度 | 3209 | 2750 | [ 35 ]           |
| 2003（平成15）年度 | 3150 | 2727 | [ 35 ]           |
| 2004（平成16）年度 | 3237 | 2813 | [ 36 ]           |
| 2005（平成17）年度 | 3185 | 2761 | [ 36 ]           |
| 2006（平成18）年度 | 3134 | 2703 | [ 36 ]           |
| 2007（平成19）年度 | 3083 | 2604 | [ 37 ]           |
| 2008（平成20）年度 | 2946 | 2459 | [ 37 ]           |
| 2009（平成21）年度 | 2867 | 2405 | [ 37 ]           |
| 2010（平成22）年度 | 2879 | 2405 | [ 38 ]           |
| 2011（平成23）年度 | 2995 | 2525 | [ 38 ]           |
| 2012（平成24）年度 | 3042 | 2587 | [ 38 ]           |
| 2013（平成25）年度 | 3136 | 2670 | [ 39 ]           |
| 2014（平成26）年度 | 3035 | 2573 | [ 39 ]           |
| 2015（平成27）年度 | 2852 | 2691 | [ 39 ]           |
| 2016（平成28）年度 | 2721 | 2270 | [ 40 ]           |
| 2017（平成29）年度 | 2628 | 2207 | [ 40 ]           |
| 2018（平成30）年度 | 2664 | 2246 | [ 40 ]           |
| 2019（令和元）年度 | 2781 | 2391 | [ 41 ]           |

知多新線のみの場合、最も利用客が多い。

## 駅周辺

### 主な施設

#### 東側（美浜町河和方面）
- 日本福祉大学、日本福祉大学付属高等学校
- 愛知県道275号奥田河和線
- 農業地帯であり、知多新線沿線の中でも広大に田畑が広がるが、美浜町議会は知多奥田駅東側に陸上競技場を中心とした運動公園を整備すると発表、公園全体の完成は2023年ごろを予定している[42]。しかし2024年に陸上競技場などが先行開業しただけで、全面開業は2028年頃に延期となっている。

#### 西側（伊勢湾方面）
- 奥田地区の中心部は海寄りの国道247号沿いであり、徒歩10分程度かかる。
- 美浜町立奥田小学校
- 南知多ビーチランド（案内看板有り。駅からは徒歩15分）
- 美浜郵便局
- 三菱UFJ銀行ATMコーナー知多奥田
- 知多信用金庫奥田支店
- 亀の井ホテル知多美浜（旧・かんぽの宿知多美浜）
- 恋之水神社

### バス路線
- 美浜町巡回ミニバス「自然号」
  - 西部コース:上野間駅・役場方面、野間公民館方面。

備考
- かつては知多バスが知多奥田駅と南知多ビーチランドの間で「ビーチランド線」を土曜日・日曜日・祝日（12月1日から翌年3月10日を除く）のみ運転していたが[43]、同路線は2013年（平成25年）3月15日をもって廃止された[44]。
- ホテル小野浦[45]など、各ホテルへの送迎バスの発着設定がある。

## 隣の駅
名古屋鉄道
KC 知多新線
■特急・□快速急行・■急行・■普通
美浜緑苑駅 (KC21) - 知多奥田駅 (KC22) - 野間駅 (KC23)